# Medal za Dzielność (Australia)
Medal za Dzielność (ang. Medal for Gallantry, skr. MG) – australijskie odznaczenie wojskowe ustanowione 15 stycznia 1991.
Przyznawane jest za "akty dzielności dokonane w niebezpiecznych okolicznościach" (acts of gallantry in action in hazardous circumstances).
Na liście australijskich odznaczeń wojskowych jest trzecie w kolejności po Krzyżu Wiktorii dla Australii (VC) i Gwieździe  Dzielności (SG), a przed Pochwałą za Dzielność.
W hierarchii australijskich odznaczeń zajmuje miejsce po brytyjskim Krzyżu Królewskiego Czerwonego Krzyża I Klasy, a przed australijskim Medalem za Odwagę.
Osoby odznaczone tym medalem mają prawo umieszczać po swoim nazwisku litery "MG".